# Cortyta dallonii
Cortyta dallonii är en fjärilsart som beskrevs av Le Cerf 1936. Cortyta dallonii ingår i släktet Cortyta och familjen nattflyn. Inga underarter finns listade i Catalogue of Life.